# دیو لوری (هنرهای رزمی)
دیو لوری (انگلیسی: Dave Lowry؛ زادهٔ ۱۶ مارس ۱۹۵۵) روزنامه‌نگار اهل ایالات متحده آمریکا است. یک نویسنده آمریکایی است که بیشتر به خاطر مقالات، کتابچه‌های راهنما و رمان‌هایش بر اساس هنرهای رزمی ژاپنی شناخته می‌شود.